# Carretera de sangre
La carretera de sangre (en noruego: Blodveien) es una ruta al noreste de Rognan en el municipio de Saltdal en la provincia de Nordland, Noruega, que fue construida por prisioneros durante la Segunda Guerra Mundial. La ruta era una nueva sección de la carretera nacional noruega 50 entre Rognan y Langset, en el lado este del fjordo de Saltdal (en noruego: Saltdalsfjorden), donde había un servicio de ferry antes de la guerra. El incidente específico que dio el nombre a la carretera fue una cruz de sangre que fue pintada en un corte de roca en junio de 1943. La sangre provenía de un preso al que le dispararon en la ruta y la cruz fue pintada por su hermano.: 16 
Los prisioneros vivían en un campo de prisioneros primitivo, en el pueblo de Botn, a solo 2 kilómetros de Rognan. Los prisioneros de guerra tenían raciones diarias muy escasas, largas jornadas de trabajo, poca ropa para el invierno, barracas pobres con unas instalaciones sanitarias miserable y eran tratados con crueldad. El campamento de Botn fue liderado inicialmente por las SS y bajo su dirección también se llevaron a cabo ejecuciones masivas. 
Cuando la Wehrmacht asumió la dirección del campo de Botn en octubre de 1943, las condiciones mejoraron gradualmente. Las condiciones mejoraron aún más cuando la Cruz Roja tuvo noticias de los campamentos y se llevaron a cabo varias inspecciones. 
El campo de Botn fue uno de los cinco campos de prisioneros de guerra originales en el norte de Noruega. El campo tenía prisioneros de Yugoslavia, la Unión Soviética y Polonia. Los prisioneros de guerra más jóvenes tenían apenas 12 años. Las condiciones en los cinco campamentos eran malas con una alta mortalidad. El número de prisioneros en el campo de Botn solo puede estimarse a partir de los testimonios de los supervivientes. Casi 900 prisioneros en total llegaron al campo; de éstos, aproximadamente la mitad murió por ejecución, castigo, desnutrición y agotamiento. 
Al final de la guerra, había alrededor de 7 500 prisioneros de guerra en Saltdal, pero el número exacto es incierto. Había hasta 18 campos, desde Saltfjellet (una montaña), al norte del fiordo de Saltdal, pero el trato que recibían los prisioneros en estos campos era considerablemente mejor. En los juicios que se llevaron a cabo después de la guerra, los campos se denominaron campos de exterminio. Las autoridades noruegas se sorprendieron al ver que jóvenes noruegos de tan solo 16 años habían servido como guardias en el campamento. Los jóvenes eran miembros del Hirdvaktbataljon [Batallón de Guardia del Hird] creado como parte del NS Ungdomsfylking (la organización juvenil del Nasjonal Samling), y trataban a los prisioneros de guerra con crueldad. En los juicios de posguerra, varios guardias noruegos fueron condenados a prisión y algunos de los oficiales de las SS alemanas fueron condenados a muerte por un pelotón de fusilamiento. 

## Antecedentes

### Construcción de conexiones por carretera y ferrocarril

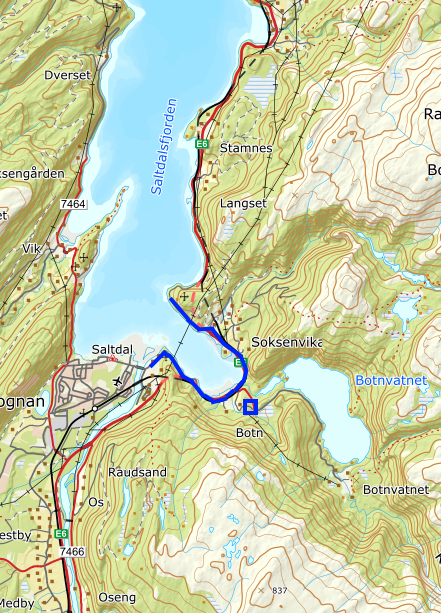
La línea azul marca el tramo de la carretera cerca de Rognan donde los yugoslavos trabajaban en la carretera 50. El tramo es uno de varios lugares en Noruega conocido como «carretera de sangre». El campo de prisioneros de Botn está marcado con un recuadro azul. La línea roja marca la ruta europea E06.

Durante la ocupación de Noruega en la Segunda Guerra Mundial, las fuerzas alemanas tenían enormes necesidades de transporte, particularmente en el norte de Noruega, donde, entre otras cosas, necesitaban llevar suministros al frente norte, transportar mineral desde la mina LKAB, a través de Narvik, níquel de Finlandia y personal y material en toda la región. El transporte por barco a lo largo de la costa noruega era peligroso debido a los bombardeos aliados. La red de carreteras era deficiente y no estaba suficientemente desarrollada. La línea Nordland no iba más al norte que Mosjøen y en las carreteras principales había muchos cruces de ferry. El desarrollo del ferrocarril se consideró como la única solución para obtener un transporte satisfactorio. Adolf Hitler ordenó el rápido desarrollo de la línea polar hasta Kirkenes; el comandante alemán en Noruega, Generaloberst Nikolaus von Falkenhorst, exigió 145 000 prisioneros de guerra para llevar a cabo el desarrollo del ferrocarril a Kirkenes en cuatro años. 
Este detallado plan se dejó de lado y en la primera ronda se trajeron 30 000 prisioneros de guerra para llevar a cabo la construcción del ferrocarril desde Mosjoen hasta Tysfjord.: 3  La Organización Todt fue responsable de todo el desarrollo de carreteras en los países ocupados y una subunidad llamada Einsatzgruppe Wiking [Cuerpo Especial Vikingo] asumió la responsabilidad de construir el ferrocarril entre Mo i Rana y Fauske.: 5 
Hasta el final de la guerra, la Wehrmacht había utilizado 140 000 prisioneros de guerra como mano de obra esclava en Noruega. De éstos, alrededor de 1 600 eran polacos, 1 600 eran yugoslavos y la mayoría, alrededor de 75 000, eran ciudadanos soviéticos.

### Cinco campamentos principales en el norte de Noruega

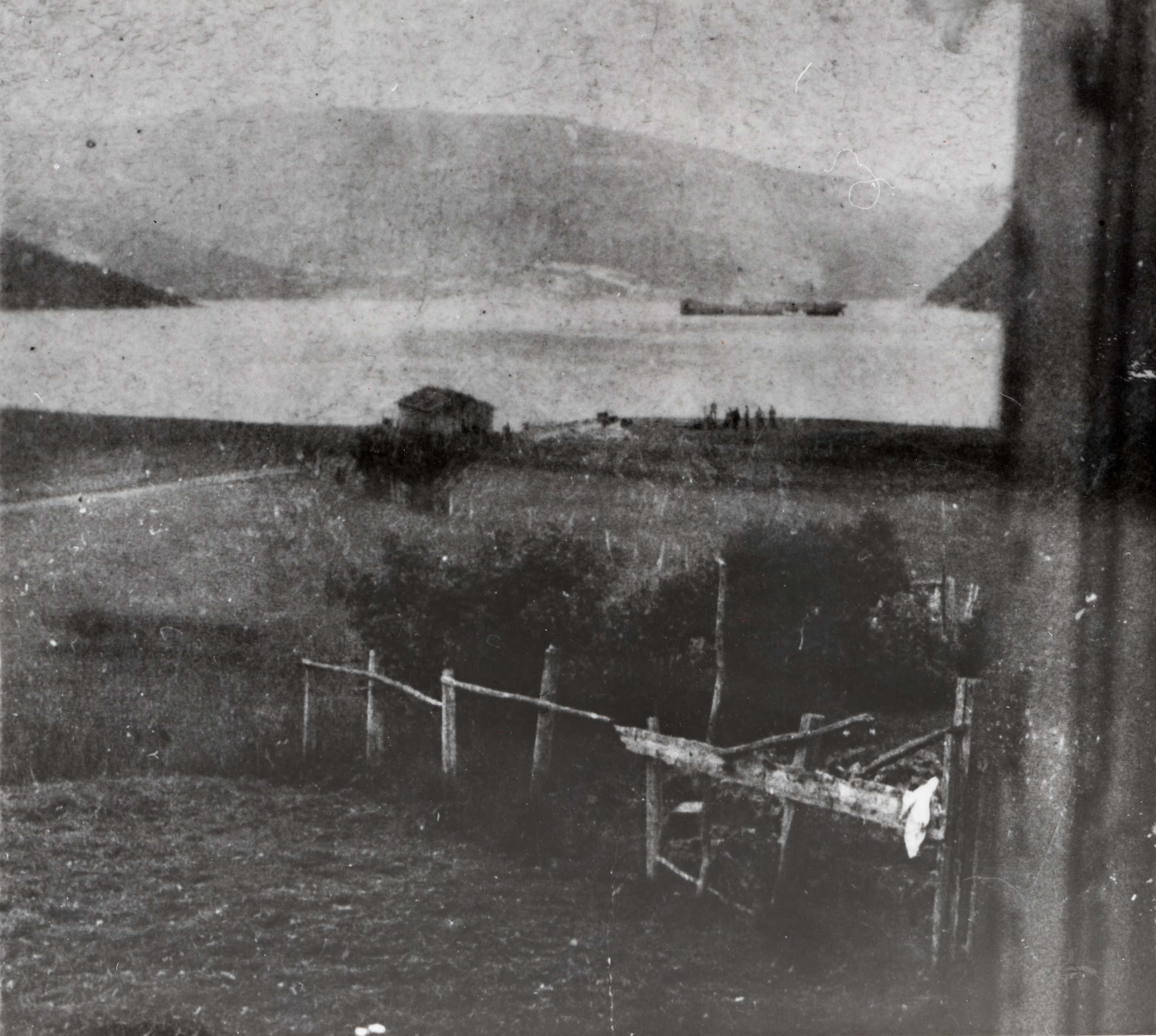
Un barco llegando a Botn con prisioneros de guerra.

Los prisioneros de guerra fueron enviados a través de Europa central a Szczecin en el mar Báltico. De camino a Noruega fueron alojados en varios campamentos alemanes.: 44  El transporte desde Szczecin fue por barco a Bergen o Trondheim y luego hacia el norte hasta los cinco campos principales. El más septentrional estaba ubicado en Karasjok, el campamento de Beisfjord era el más grande, el campamento de Botn estaba ubicado en Saltdal, y en la parte sur del norte de Noruega estaban los campamentos de Osen y Korgen.: 37  Cada uno de estos cinco primeros campamentos se denominó «campamento serbio» [en noruego: serberleir]. Sin embargo, había muchos más campamentos pequeños en todo el norte de Noruega. Solo entre Korgen y Narvik había hasta 50 campos con alrededor de 30 000 prisioneros.: 8 
En el verano de 1942, unos 2 500 prisioneros de guerra yugoslavos llegaron a estos cinco campos y para el verano siguiente solo quedaban vivos unos 750. Las diferencias entre los campos son evidentes por el hecho de que en el campo de Bakken, más allá de Saltdal, ningún prisionero murió en el lapso de tres años.: 7 
Las condiciones en muchos de los campos eran crueles. La responsabilidad en los campos se dividía sistemáticamente, de modo que un oficial alemán individual con responsabilidad en un campo pudiera, con cierto tipo de justificación, declararse no responsable de la miseria. El carácter y la personalidad del comandante del campo era decisivo para las condiciones de cada campo.: 6 

### Carretera 50 entre Rognan y Fauske
La construcción de carreteras se llevaría a cabo simultáneamente con la construcción de vías férreas. La carretera 50 (hoy E06) que atraviesa Saltfjellet se inauguró en 1937, pero era una carretera de baja calidad. De Rognan a Langset, unos kilómetros al norte en el fiordo de Saltdal, había un ferry. Más al norte, en Salten, también había muchas conexiones de ferry más largas. En diciembre de 1941, los alemanes exigieron la construcción forzada de carreteras y ofrecieron prisioneros a la Dirección de Vías Públicas noruega para realizar las obras. Se acordó priorizar los tres sistemas de carreteras en Korgen, en Botn, en Saltdal y alrededor de Beisfjord en Ofoten.
La nueva carretera sobre Korgfjellet (una montaña) en el municipio de Korgen estaba destinada a reemplazar otra conexión de ferry a lo largo de la carretera 50 entre Elsfjord y Hemnesberget. El 23 de junio de 1942, los prisioneros de guerra yugoslavos fueron llevados a dos campos: Fagerlimoen (en Korgen) y Osen (en Knutlia). Los campamentos estuvieron activos hasta el verano de 1943. En julio de 1943 se instaló un puente temporal sobre el fiordo de Beis en Ofoten y se estableció una conexión de ferry entre Fagernes y Ankenes. Este fue reemplazado por el puente de Beisfjord en 1959. El campamento de Beisfjord estaba ubicado en Beisfjord, a 13 kilómetros al sur de Narvik, y estuvo activo desde junio de 1942 hasta el final de la guerra.
La ‹carretera de sangre› era un tramo de carretera al noreste de Rognan en el municipio de Saltdal. La carretera era una nueva sección de la carretera nacional noruega 50 entre Rognan y Langset en el lado este del fiordo de Saltdal, donde había una conexión de ferry antes de la guerra.: 46  La carretera de sangre en sí corresponde ahora a una sección de la actual ruta europea E06 entre Saltnes y Saksenvik.: 24  Los prisioneros que construyeron la carretera pertenecían al campo de Botn.

## El campo de Botn

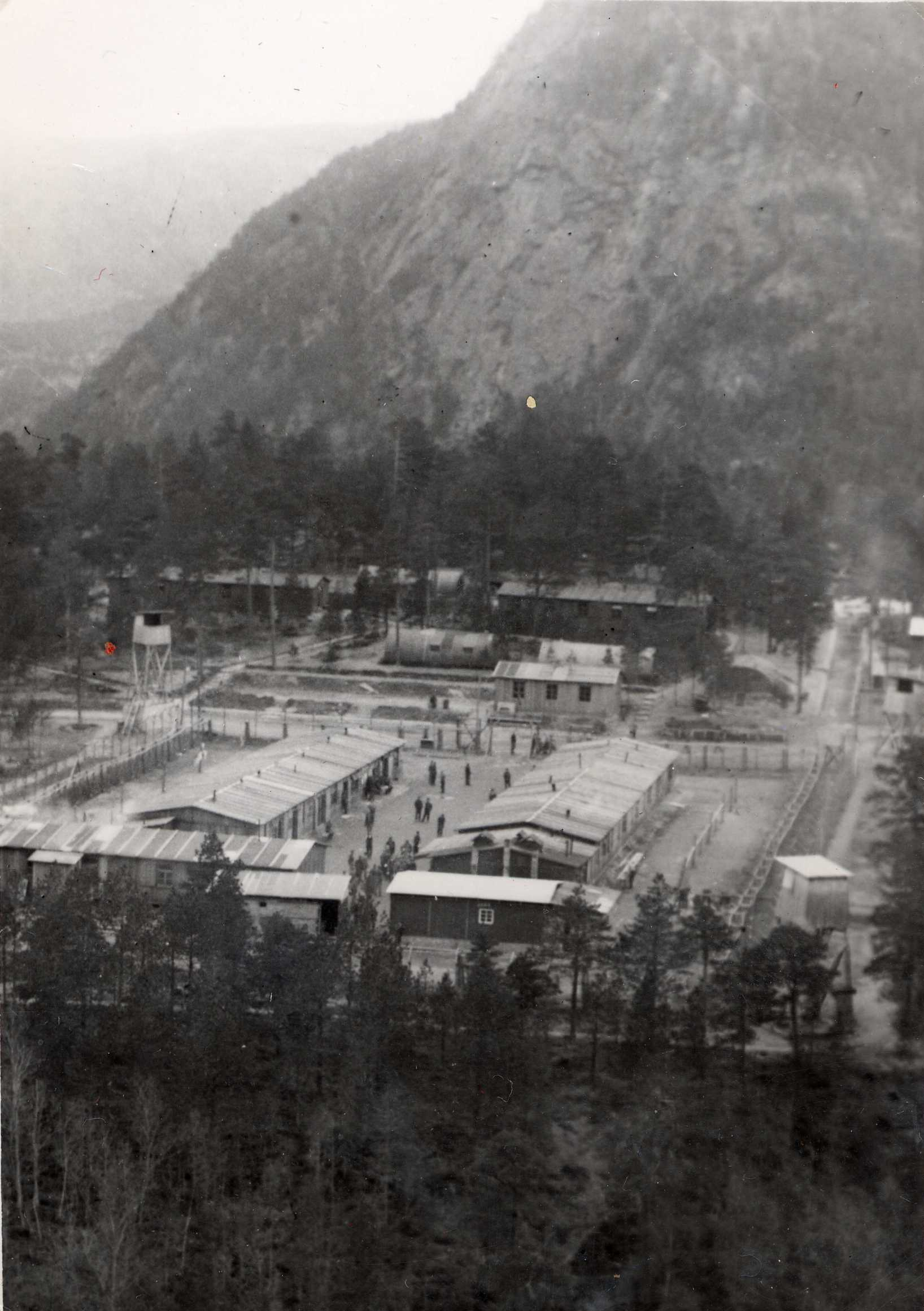
Vista panorámica del campo de Botn. Hoy hay un cementerio de guerra yugoslavo y alemán en el lugar.

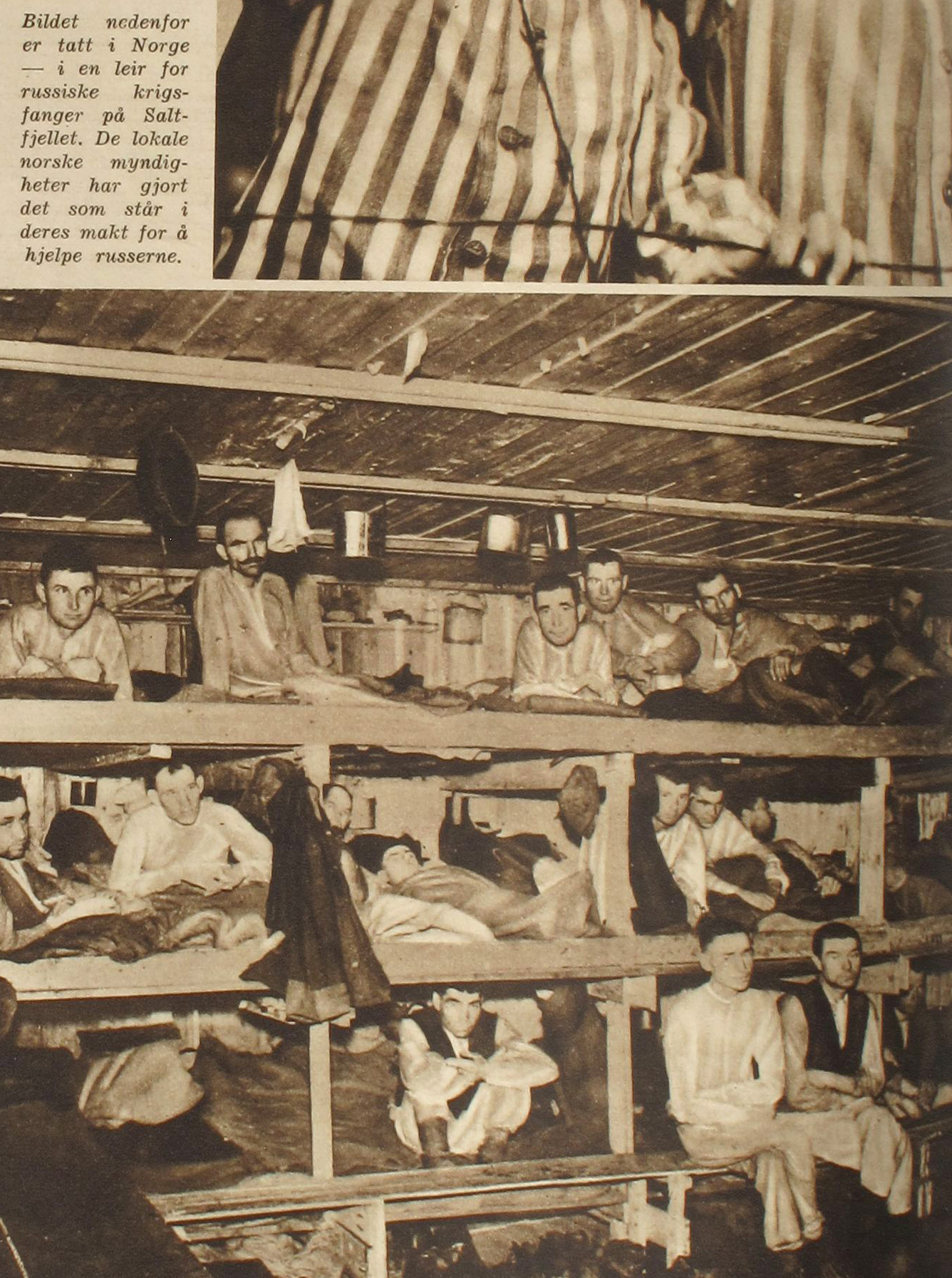
Fotografía periodística en la revista Aktuell de junio de 1945 de uno de los campos de la montaña Saltfjellet. Las condiciones en el campamento de Botn probablemente eran similares.

El campamento más grande y conocido de Saltdal se encontraba en Botn, cerca del fiordo de Saltdal, a unos 2 kilómetros de Rognan. El campamento estaba apartado de los otros edificios de Botn, pero cerca de la obra y del fiordo. Alrededor de Botn hay altas montañas y las áreas al este son terrenos montañosos, desiertos y desnudos. Antes de que se construyera la carretera de sangre, el pequeño pueblo no tenía conexión por carretera.
Los prisioneros realizaron obras viales en el tramo de Rognan a Langset. El personal de la Administración de Carreteras Públicas de Noruega dirigió los esfuerzos desde el lado técnico, siendo capataces de voladuras y administradores de las instalaciones.: 40 

### Antecedentes de los prisioneros
Los prisioneros de guerra que se utilizaron en Saltdal procedían de Yugoslavia y la Unión Soviética, y algunos también eran de Polonia.: 7 
La mayoría de los presos de Yugoslavia eran presos políticos, pero el criminólogo Nils Christie explica que sus antecedentes variaban, por lo que es difícil caracterizarlos al cien por cien. Christie también ofrece algunas hipótesis de por qué es probable que fueran políticamente activos.: 44  Una parte de ellos eran partisanos y procedían de todos los ámbitos de la vida y de todas las edades; los más jóvenes solo tenían entre 13 y 14 años. La mayoría eran serbios, pero algunos también eran croatas.: 36 
Los campos de trabajo en Noruega y en otras áreas conquistadas por los alemanes eran a menudo tan malos como los campos de Nacht und Nebel, donde los presos políticos en particular «desaparecían». Las ejecuciones de miembros de la resistencia capturados fueron contraproducentes porque endurecían la opinión pública. Los campos de «Nacht und Nebel» mantendrían a los familiares de los prisioneros y otras personas sin conocer su suerte. Este sistema se utilizó contra miembros de la resistencia tanto en Alemania como en áreas ocupadas. Además, los campos constituían una importante base económica para el estado dominado por las SS. Los gastos de mano de obra eran muy pequeños y la oferta de mano de obra era casi ilimitada.: 16 : 27 

### Llegada al campamento
El campo de Botn estuvo activo desde julio de 1942 hasta junio de 1944. El campamento fue construido por la Administración de Carreteras Públicas, después de que se le ordenara construir un cuartel a principios de junio de 1942. El campamento estaba cercado por dos alambradas de púas, de unos 2 metros de alto y tenía medio metro de distancia entre ellas. Había tres guardias en el campamento. Se construyeron dos barracones con exteriores de tablas simples y suelos sin cimientos, que contenía literas de cinco niveles. Fuera del campamento estaba el cuartel de la guardia. Cuando se instaló la guardia el 20 de junio, el edificio aún no estaba terminado. El comandante del campo era el Hauptsturmführer Franz Kiefer y estaba a cargo de seis oficiales y dos suboficiales, todos miembros de las SS. Además, había entre diez y doce policías militares y otro suboficial. El comandante del campamento de Osen, Sturmbannführer Dolph, también supervisaba el campamento de Botn y el campamento de Korgen.: 39 
Los primeros prisioneros en el campo de Botn fueron 472 yugoslavos: 87  que llegaron por barco el 25 de julio de 1942. Habían sido traídos en barco desde Szczecin a Bergen el 2 de junio. Veintiocho de los prisioneros fueron fusilados solo llegar a Bergen. Desde Bergen, fueron enviados por barco a Botn, y 400 prisioneros fueron enviados más adelante a Karasjok. La finca Furumo estaba ubicada a unos 150 metros del campamento y los que vivían allí dijeron que los prisioneros eran llevados desde el mar hasta el campamento en grupos pequeños, mientras que los guardias les gritaban y los golpeaban, haciendo que muchos cayeran.: 39 

### Desnutrición y jerarquía
Los dos campos de Botn estaban tan mal construidos que la nieve llegaba hasta las camas de los prisioneros. Las raciones diarias eran muy pequeñas. Un exprisionero describió los suministros de alimentos de la siguiente manera: por lo general, cuatro o cinco hombres compartían una barra de pan, 50 hombres compartían medio kilo de margarina y 100 hombres compartían 1 kilo de salchichas. Cada hombre recibía medio litro de sopa al día.: 55  Los turnos laborales eran de 14 horas.: 31  El saneamiento era extremadamente inadecuado; los prisioneros sacaban agua para lavar y beber de las zanjas abiertas del campo. La salida de los inodoros a menudo entraba en los canales.: 11 
Desacuerdos entre croatas y serbios fueron explotados por los guardias de las SS. Unos pocos seleccionados croatas recibieron posiciones más privilegiadas, como capos.: 41  Los capos recibían más comida de la que podían comer. Como resultado, se estableció un comercio de comida, en la que lo que tenían más vendían su ración de sopa y recibían media ración de pan de los que tenían demasiado poco. Un antiguo prisionero comentó en un mal noruego sobre las diferencias de ingesta de comida entre los capos y el resto de los prisioneros de guerra: «Entre estos, había varios que estaban tan gordos que pesaban más de 100 kg, mientras que la mayoría estaban por debajo de los 50 kg.»: 55 

### Guardias noruegos delHirdvaktbataljon
El 1 de agosto de 1942 llegaron al campo unos 30 guardias noruegos.: 39  Eran del Hirdvaktbataljon (Batallón de Guardia del Hird) creado bajo el NS Ungdomsfylking (la organización juvenil del Nasjonal Samling) para proteger a las empresas del sabotaje. Algunos de los miembros del Hirdvaktbataljon tenían tan solo 16 años,: 30  que por esta o por otras razones no habían sido aceptados para el servicio en el frente.: 8  Solo eran responsables de prevenir fugas y no tenían ninguna responsabilidad de gestionar el trabajo. Tenían órdenes de «disparar a matar» en caso de una fuga. No se les permitía formalmente castigar a los presos, pero lo hicieron de todas formas. Los equipos de guardia tenían rifles con bayoneta y algunos tenían armas de fuego automáticas.: 39 
Los jóvenes del Hirdvaktbataljon maltrataron a los prisioneros golpeándolos y pateándolos, arrojándoles piedras, golpeándolos con las culatas de sus rifles y apuñalándolos con las bayonetas. Cuanto más jóvenes eran los guardias, más brutalmente se comportaban. Después de los turnos de trabajo, los guardias reportaban un desempeño deficiente a la gerencia del campamento. Los acusados de falta de esfuerzo eran castigados con 25 golpes de bastón, a veces hasta 50. Los presos que eran golpeados con frecuencia rara vez vivían mucho tiempo.: 41 
Un hombre que vivía cerca del campo de Botn declaró: «Recuerdo que entre los guardias noruegos había un hombre muy bueno, que ayudaba a los prisioneros con noticias y comida, y que no los obligaba a trabajar. Pero los alemanes se enteraron y de repente desapareció».: 96 
Después de la guerra, se comprobó que el comportamiento de los jóvenes en el campamento también había conmocionado a los niveles más altos de Nasjonal Samling. En una carta privada (ver extracto a la derecha), se instó a Vidkun Quisling a que transfiriera a los jóvenes fuera de este servicio.: 86–87 

### El comandante del campamento de Botn
El SS Hauptsturmführer Franz Kiefer, que era el comandante del campamento de Botn, era un hombre excepcionalmente brutal según todos los testigos.: 40  Un joven del Hirdvaktbataljon declaró en una entrevista con Christie: «Los alemanes estaban locos. Kiefer era un demonio como ningún otro. Nos puso el puño en la cara cuando llegamos. Teníamos que obedecer órdenes, de lo contrario nos colgarían de inmediato. Los jóvenes de quince y dieciséis años sobrevivieron solo mientras [los guardias] pensaran que las cosas eran como deberían ser.» : 94–95 
Otro testigo del Hirdvaktbataljon declaró: «Estábamos tan conmocionados que no entendimos nada. Estaba nevando y hacía frío, triste y accidentado. Una pocilga. Los prisioneros se arremolinaban y fruncían el ceño, conscientes de que algo andaba mal. Los alemanes se comportaron de manera espantosa. El comandante del campo Kiefer vino directamente de un manicomio en Alemania. Caminaba con un pequeño látigo con el que solía golpearnos a nosotros y a los demás. Yo mismo fui golpeado por él en la cara. Cuando estaba borracho estaba completamente fuera de control. ‹¿Por qué no te fuiste?› preguntaba la gente después. No sabía dónde estaba, solo la dirección general, y a nuestro alrededor había nieve, hielo y montañas por todas partes». Christie señala que Kiefer ciertamente no vino de un manicomio, pero resulta interesante como caracterización.: 94–95 
Kiefer tenía un martillo forjado con una púa que usaba para maltratar a los prisioneros.: 40  Un testigo declaró que balanceaba furiosamente su martillo corto.: 201 

### Guardias noruegos del Batallón de Guardias de las SS
Después de cuatro a cinco meses, la primera tripulación de la guardia noruega fue relevada por 180 hombres del SS-Vaktbataljon (en alemán: SS-Wachbataillon Norwegen).: 8  Muchos de los guardias del batallón de guardias de las SS eran tan brutales como los del Hirdvaktbataljon, pero a partir de ese momento hubo un mayor número que trataba a los prisioneros de manera relativamente ordenada.: 41 

### Intentos de fuga
El primer intento de fuga del campo ocurrió el 14 de diciembre de 1942 y fue llevado a cabo por Tihomir Pantović (también conocido como Amarillo).: 96  La fuga era algo que los prisioneros habían acordado entre ellos. El plan era que el fugitivo se dirigiera a Suecia y contara las condiciones, para que el mundo exterior se diera cuenta de lo que estaba pasando. El prisionero que escapó fue interceptado por los guardias noruegos; cuando comprendió que el intento no había tenido éxito, trató desesperadamente de cortarse el cuello con una lente de sus gafas.: 96  Los dos guardias noruegos lo maltrataron tan brutalmente que le arrancaron un ojo y le rompieron un brazo. Lo llevaron de regreso al campamento, donde lo mantuvieron durante tres días sin comida ni agua. Luego fue colgado delante de todos. Los que lo bajaron dijeron que estaba magullado en todo el cuerpo por golpes y patadas.: 41 
El siguiente y último intento de fuga que ocurrió mientras el SS-Vaktbataljon estuvo a cargo del campamento lo llevó a cabo Svetislav Nedeljković (también conocido como el Loco Sveta). Ocurrió el 12 de febrero de 1943 y tampoco tuvo éxito.: 201  Después de que se supiera que un prisionero había escapado, se llevaron a cabo registros exhaustivos en todas las casas y edificios de Botn. La población civil fue interrogada y acusada de esconder al fugitivo.: 96 
Después de que la Wehrmacht asumiera las funciones de guardia, Cveja Jovanović fue uno de los prisioneros que logró escapar a Suecia. Su libro Flukt til friheten [Escape a la libertad] se publicó en noruego en 1985. El libro describe su fuga y también presenta los intentos de fuga que se hicieron desde los campamentos en Noruega. Jovanović describe en detalle el riesgo al que se exponían los fugitivos y las represalias que podían esperar sus compañeros de prisión. : 31–45  Las circunstancias y los peligros de escapar del campamento de Botn y otros campamentos en Salten también se analizan a fondo.: 95–97, 197–244 
Unos 30 prisioneros lograron escapar de los campos de Saltdal en el transcurso de tres años.: 14  Jovanović dice que 23 hombres escaparon del campamento de Botn, pero no menciona cuántos de ellos tuvieron éxito.: 95 

### Ejecuciones masivas
Las primeras ejecuciones masivas en el campamento de Botn ocurrieron a fines de noviembre de 1942, justo después de que llegara el nuevo grupo de prisioneros con guardias noruegos. Uno de ellos relató lo sucedido: «Se cavó un hoyo a unos 200 metros del campo y los prisioneros serbios fueron reunidos a su alrededor. El hoyo era de unos 30 metros de largo, 2,5 metros de ancho y 2 metros de profundo. Se ordenó a tres guardias noruegos que vigilaran al grupo de prisioneros, mientras que los guardias de las SS les disparaban metódicamente en la nuca. Cuando salí, los alemanes ya habían comenzado las ejecuciones y un niño de 13 años era el siguiente en la fila. El niño cayó de rodillas y suplicó por su vida, pero le dispararon en la nuca y cayó a la tumba». 
Los prisioneros eran alineados al borde del hoyo, de modo que caían directamente dentro después del tiro en la nuca. Fueron fusilados en grupos de diez, que se alineaban por turnos. El guardia noruego caminó hacia la tumba y vio que varios aún estaban vivos. Perdió el control y gritó: «¡Pero todavía están vivos!» Uno de los guardias de las SS lo amenazó inmediatamente con una pistola y se lo llevaron del lugar de ejecución. Cuando habló de esto en el cuartel, los otros guardias le dijeron que era un blando.: 43 
Un prisionero que enterró los cuerpos le dijo al guardia noruego que alrededor de 77 prisioneros fueron fusilados y que su edad oscilaba entre los 12 y los 70 años. Los cadáveres yacían en un extremo de la tumba. Estaban cubiertos con solo una fina capa de tierra, porque cada día se enterraba a nuevos prisioneros. Los guardias de las SS alemanas dijeron que los detenidos estaban enfermos y estaban siendo ejecutados para evitar infecciones. El propio guardia noruego pensó que la razón era que estaban tan hambrientos que no tenían fuerzas para trabajar.: 41 
Según la Comisión de Crímenes de Guerra de Yugoslavia, esta ejecución se produjo el 26 de noviembre de 1942 y fueron fusilados 73 prisioneros. El fusilamiento fue ordenado por el Untersturmführer August Riemer. La siguiente ejecución masiva de prisioneros «enfermos» tuvo lugar en enero de 1943. La Comisión de Crímenes de Guerra estableció que 50 personas fueron ejecutadas en esta ocasión y la fecha fue el 23 de enero. Los guardias noruegos estuvieron presentes en el evento, pero al parecer solo tropas alemanas llevaron a cabo las ejecuciones.: 42 

### La conexión de la población local con los campamentos
La población local no podía dejar de ser consciente de las condiciones en los campamentos. Aunque no había abundancia de comida en los hogares noruegos durante la guerra, se les dio algo de comida a los prisioneros. Especialmente aquellos que vivían cerca de los campos dieron tan a menudo como pudieron y conocían a los guardias «amables» que permitían abiertamente a los prisioneros recibir comida. Sin embargo, la mayoría de las veces la comida se daba escondiéndola en sitios de construcción o en las carreteras. Ayudar a los prisioneros podría resultar peligroso debido a las represalias. Julie Johansen vivía cerca del campamento de Botn y se la conoció como la «madre de los yugoslavos»; por sus esfuerzos recibió un premio de Josip Broz Tito después de la guerra.: 13 
En el transcurso de tres años, alrededor de 30 prisioneros lograron escapar de los campos de Saltdal y dirigirse a Suecia. Los lugareños ayudaron significativamente a los prisioneros fugitivos guiándolos en su camino y ayudándoles con refugio, comida y equipo. Algunos residentes de Saltdal trabajaron como guías fronterizos y la ruta de escape solía ir a la granja de montaña sueca de Mavas, a través del monte Salt. Durante el invierno, era un viaje desalentador y en el lado sueco aún quedaban muchos kilómetros para llegar a la civilización. Los fugitivos también dependían de la ayuda de los suecos.: 14–15 
También había una ruta de escape a través del macizo de Sulitjelma algo más al norte. Algunos empleados de las minas de Sulitjelma que vivían en la pequeña comunidad minera de Jakobsbakken eran un conocido grupo de guías fronterizos. Cuando llevaban a la gente a la montaña y se ausentaban unos días, esto no se registraba como una ausencia y se les pagaba como si hubieran estado trabajando. Antes de llegar al pueblo de montaña de Sulitjelma, está el pueblo de Lakså cerca del lago Øvervatnet, donde había guías fronterizos para una ruta un poco más al norte. En Salten había guías fronterizos organizados, mensajeros, agentes de inteligencia y resistentes que hicieron posible para que estas rutas de escape funcionaran.: 197 
El guía fronterizo más utilizado en Saltdal fue probablemente Peter Båtskar. Vivía en una cabaña en las montañas al sur de Rognan, subsistía principalmente de la caza y la pesca, y era visto como un personaje extraño. Fue recomendado a los prófugos que venían de los campos de prisioneros. Entre la gente de Saltdal se convirtió en un proverbio decir: «¡Envíalo a Båtskar!» cuando alguien estaba en una situación difícil.: 198–199 

## Transferencia de funciones de guardia a laWehrmacht
Las condiciones en el campo mejoraron cuando la Wehrmacht tomó el mando en la Pascua de 1943. De los 472 prisioneros que habían llegado al campo, al menos 302 habían muerto. Por lo tanto, había 170 prisioneros en el campo cuando la Wehrmacht tomó el poder. El 12 de abril, un nuevo grupo de 300 prisioneros llegó al campo, entre ellos Ostoja Kovačević, que entonces tenía 20 años, que escribió el libro En times frihet [Una hora de libertad]. El primer domingo que estuvo en el campamento, todos los nuevos prisioneros tuvieron que lavarse afuera, en un pequeño lago donde todavía flotaba hielo. Los soldados alemanes golpearon a los prisioneros y los empujaron al agua.: 44 
Kovačević contó que tales baños de domingo eran algo que sucedía a menudo: «Los domingos de baño siempre terminaban con grandes y pequeñas tragedias. Muchos estaban tan rígidos que no podían arreglárselas para vestirse, por lo que otros tenían que vestirlos. A menudo sucedía que casi la mitad de los prisioneros tenían que ser llevados de regreso al campo después de bañarse. Y los gitanos que habían logrado resistir tanto el hambre como las golpizas, quebraban aquí. Uno tras otro, tuvieron que ser llevados inconscientes de regreso al campamento, donde luego murieron». Un suboficial alemán, que había servido previamente como ordenanza, solía tratar la congelación cortando los dedos congelados con su bayoneta.: 44 

### La cruz de sangre en la roca frente a la carretera 50

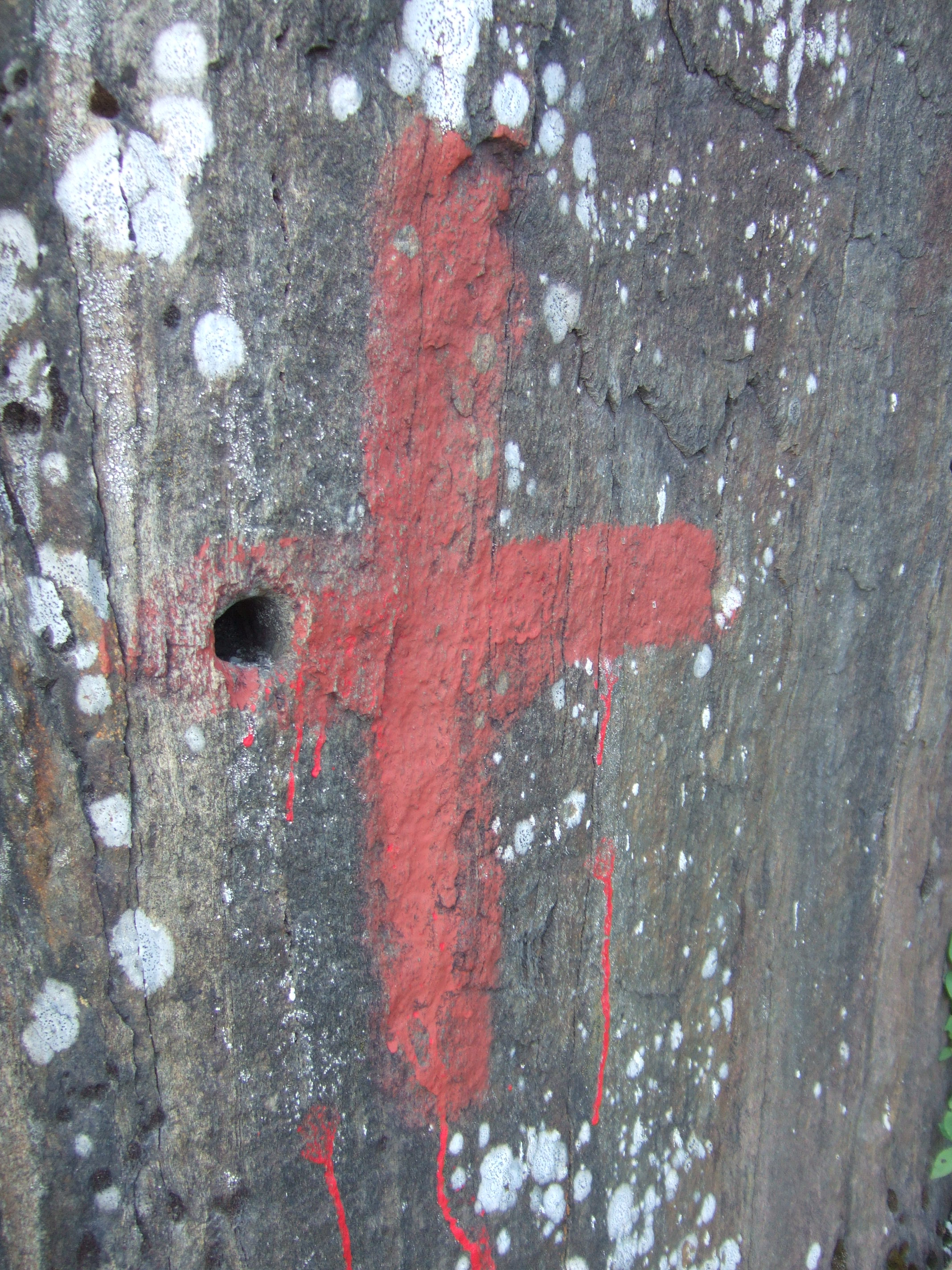
La cruz de sangre se pintó originalmente con la sangre de Miloš Banjac, después de que lo mataran a tiros. Hoy la cruz se repinta regularmente.

El 14 de julio de 1943, Miloš Banjac recibió un disparo de un guardia de la Wehrmacht, y su hermano dibujó una cruz en la pared de roca al lado con la sangre del muerto. Este evento dio como resultado que el tramo de carretera entre Rognan y Saksenvik, en el lado este del fiordo de Saltdal, fuera conocido como carretera de sangre (en noruego: Blodveien). La cruz todavía está marcada hoy; véase la ilustración a la derecha.: 16 

### Condiciones mejoradas
Un médico y comandante yugoslavo que llegó en octubre de 1943 describió las condiciones en el campo a su llegada: «Había más de 400 prisioneros yugoslavos, un grupo muy heterogéneo, algunos exgendarmes de la policía yugoslava, algunos profesores e intelectuales, pero esencialmente personas que habían luchado como irregulares en Yugoslavia. Algunos de ellos eran comunistas. El cincuenta por ciento de los presos apenas podía caminar, tan debilitados estaban por el hambre y las enfermedades. Varios de ellos tenían sarna. Unos 40 pacientes yacían en una barraca que hacía de hospital, de los cuales 15 tenían tuberculosis en un estadio muy avanzado; otros pacientes yacían con fracturas de pierna no tratadas y uno con fractura de mandíbula. Toda la atención médica era proporcionada por un joven estudiante de medicina yugoslavo, pero casi no había medicamentos ni instrumentos de ningún tipo».: 45 
El médico rápidamente entró en conflicto con el comandante del campo, que era capitán de la Wehrmacht. Trató de parar los baños de los domingos, pero sin éxito. Se atrevió a informar sobre los presos enfermos, a pesar de que el comandante pensaba que estaba saboteando las obras de construcción de la carretera. Hubo una inspección del campamento de Botn y el médico presentó sus quejas. Algún tiempo después, el comandante fue reemplazado, después de lo cual las inspecciones fueron más frecuentes y fueron realizadas por altos oficiales alemanes. En un caso, un general de Oslo también vino para una inspección. Después de la última inspección, se prohibieron los castigos corporales y se aumentaron las raciones. También se enviaron medicamentos e instrumentos médicos al campo. Un médico alemán vino para una inspección y todos los prisioneros fueron examinados; todos los que estaban gravemente enfermos fueron enviados al sur. Después de que el médico yugoslavo llegara al campo, solo murieron cuatro o cinco prisioneros.: 44 

### Inspección de la Cruz Roja
En enero de 1944, una comisión de la Cruz Roja llegó al campamento de Botn. Esto puede haber estado relacionado con la fuga de Kovačević a Suecia, porque allí el fugitivo había informado al mundo exterior y a la Cruz Roja sobre las condiciones. Después de esto, todos los presos fueron registrados por la Cruz Roja y pudieron recibir y enviar correo. En la primavera de 1944, los prisioneros recibieron el estatus oficial de prisioneros de guerra y el 1 de junio todos los prisioneros fueron enviados a un campo en la granja de Lillealmenningen (también conocida como el campo de Potthus) un poco más al sur, en Saltdal. Allí también fueron trasladados presos del campo de Korgen. Más tarde, los prisioneros fueron enviados a un nuevo campo en el monte Salt llamado Campo Círculo Polar (en alemán: Lager Polarcirkel).: 46 

## Otros campamentos en Saltdal
Hubo hasta 18 campamentos en Saltdal durante la Segunda Guerra Mundial.: 18  Los prisioneros trabajaron en la construcción de carreteras y ferrocarriles y, como ya se ha mencionado, las condiciones en los otros campos de Saltdal fueron en general significativamente mejores.

## Cierre y repatriación

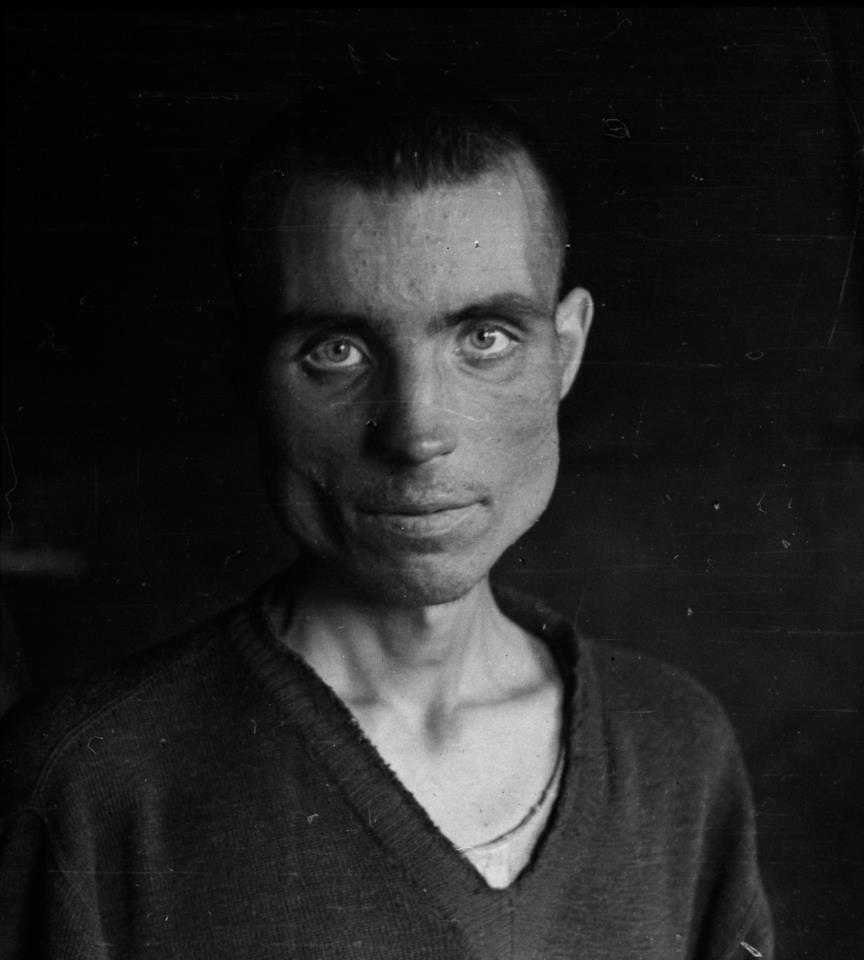
Prisionero de guerra ruso liberado del campo de Bjørnelva en Saltdal (1945).

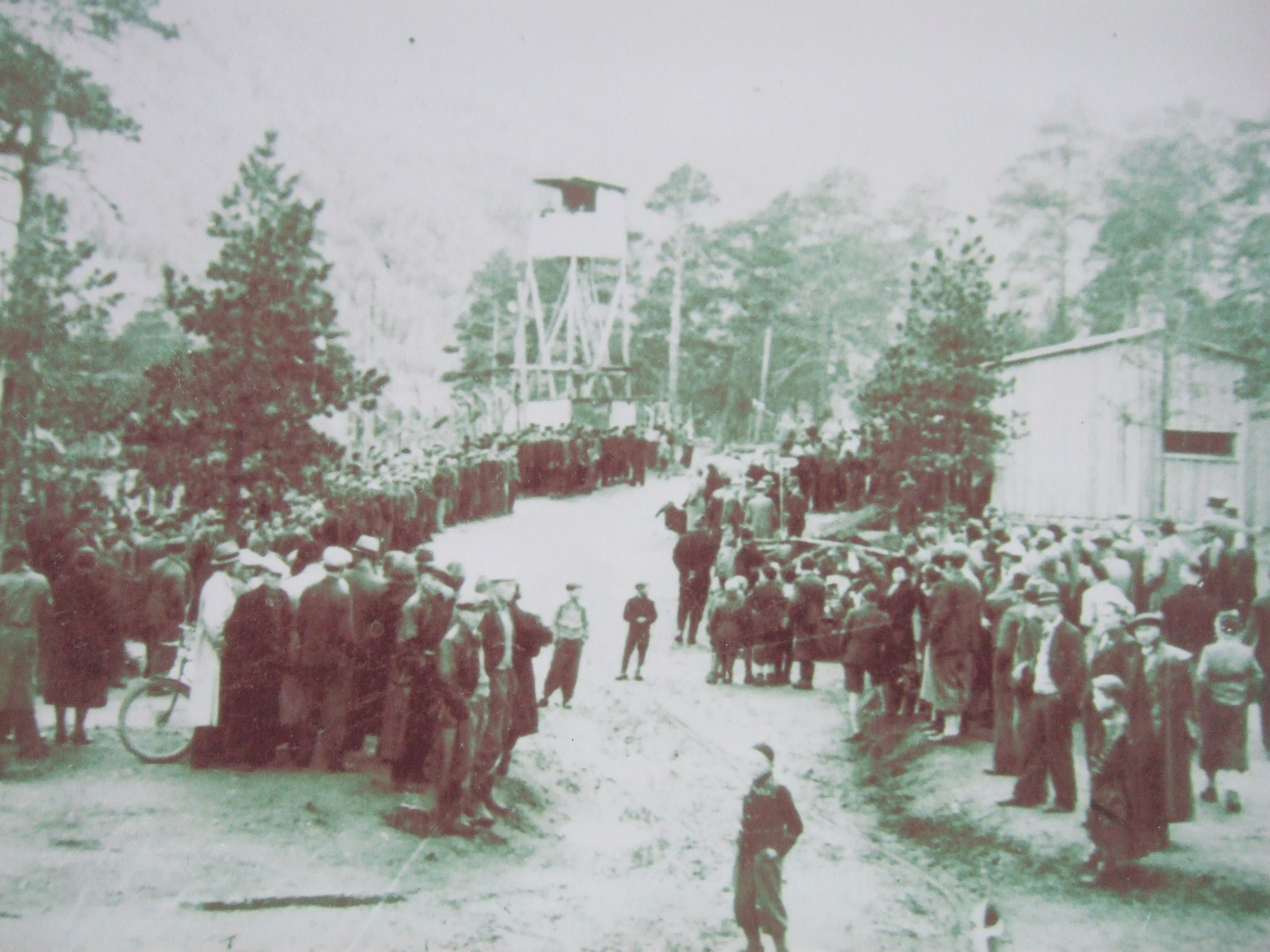
El campo de prisioneros de Botn se cerró en la primavera de 1945. Los aldeanos se acercaron a ver como el campamento se abría y se cerraba. En su último año, el campo se había llenado de prisioneros de guerra soviéticos.

Una inspección realizada por el médico jefe Simon Frostad (1903-1984) mostró que había un total de 7 465 prisioneros de guerra en Saltdal a 14 de mayo de 1945. Esta cifra era un mínimo.: 48  El gran número de presos representaba más del doble de la población del municipio. Cuando se cerraron los campamentos, muchos necesitaron rehabilitación y su repatriación también llevó tiempo. Tras tres meses, todos los campamentos estaban vacíos.: 18 
Las fuentes dan diferentes recuentos del número total de prisioneros en el campo de Botn. Cveja Jovanović especifica algunas cifras en su libro; a saber, que 463 prisioneros llegaron al campo el 25 de julio de 1942. De estos, 276 murieron en abril de 1943. El 11 de abril del mismo año, otros 400 prisioneros partisanos fueron trasladados a Botn. Más tarde ese mes, la Wehrmacht asumió las funciones de guardia y, bajo su dirección, un total de 18 fueron fusilados, 60 murieron por otras causas y 23 lograron escapar. Más tarde, 105 personas fueron enviadas al campo médico de Øysand, en Trondheim. El 1 de junio de 1944 se cerró el campo de Boten y los 381 prisioneros restantes fueron enviados al campo de Potthus, un poco más al sur en Saltdal.: 95  Estas cifras difieren de las citadas en otras fuentes (la fuente principal es el testimonio de los afectados), pero dan una idea de la magnitud.
Los prisioneros rusos que fueron liberados fueron ejecutados al llegar a Múrmansk o fueron enviados a campos de filtración, porque según el código penal soviético se suponía que eran traidores por haber permitido que los hicieran prisioneros.: 20 

## Juicios
Nils Parelius (1912-1995) fue fiscal de distrito en Møre og Romsdal y en 1945 fue juez auxiliar en Salten. También era un historiador local y escribió un artículo sobre el campo de Botn en la revista Samtiden, luego reeditado en su libro Tilintetgjørelsesleirene for jugoslaviske fanger i Nord-Norge [Campos de exterminio para prisioneros yugoslavos en el norte de Noruega] en 1984. El artículo ofrece una amplia descripción de lo que sucedió en relación con la carretera de sangre y los juicios de posguerra. 

### Juicio en Belgrado
Treinta y dos guardias de los campos yugoslavos en Noruega fueron juzgados por un tribunal militar en Belgrado en el otoño de 1946. Los testigos eran expresos. También se presentaron declaraciones de testigos presenciales noruegos y otros registrados por la Comisión Británica de Crímenes de Guerra en Noruega. El caso pasó al Tribunal Supremo Militar, que se pronunció el 1 de diciembre de 1946. A 22 personas se les impuso la pena de muerte y a las demás penas de prisión de 5 a 20 años. Entre los condenados a muerte, 17 habían servido en los cinco campamentos originales en el norte de Noruega. Cinco de los condenados a muerte eran oficiales de las SS del campo de Botn, incluido el Untersturmführer August Riemer. Fue condenado por las dos ejecuciones en masa, en noviembre de 1942 y enero de 1943.: 47 
Los archivos del Centro Falstad contienen detalles de lo que sucedió más tarde con los responsables del campamento de Botn y otros campamentos en Noruega. Esta información fue recopilada y traducida por el exprisionero yugoslavo Petar Krasulja, de Belgrado, y la carta que contiene esta información está fechada el 13 de junio de 2000. Fueron condenados a muerte por pelotón de fusilamiento: Franz Kiefer, el ya mencionado August Riemer, Kurt Bretschneider y Richard Hager, todos ellos miembros de las SS.

### Juicios en Noruega

#### Sentencias
En Noruega, la investigación de las condiciones en el campamento de Botn comenzó por primera vez en el verano de 1947. 
500 guardias noruegos sirvieron en los cuatro campos principales: Lager 1 Beisfjord, Lager 2 Elsfjord, Lager 3 Rognan y Lager 4 Karasjok, y sus campos de prisioneros satélites en Korgen, Osen y en el lago Jernvann en Bjørnfjell. Esos guardias procedían de los Hirdvaktbataljonen, un batallón dentro del Hirden, que tenía la responsabilidad de vigilar los campos de prisioneros en el norte de Noruega, entre junio de 1942 y abril de 1943; los miembros del batallón participaron en la masacre más grande de Noruega.
Anteriormente se creía que eran 363 los noruegos que habían participado como guardias en los campamentos noruegos. Nils Christie encontró 249 nombres, más de los que había encontrado la investigación oficial.
El tribunal de apelación de Eidsivating dictó una sentencia de muerte contra un exguardia en el campamento de Botn. Fue declarado culpable del asesinato de un prisionero, así como de malos tratos. El veredicto fue apelado ante la Corte Suprema de Noruega, pero el caso fue desestimado. Los procedimientos judiciales posteriores dieron lugar a la conmutación de la pena por 14 años de trabajos forzados. Otro caso que resultó en pena de muerte también se juzgó en el tribunal de apelación de Eidsivating. Se trataba del asesinato de cuatro prisioneros en el campo de Korgen. El Tribunal Supremo también confirmó por unanimidad la pena de muerte. Los acusados fueron posteriormente indultados.: 47 
El tribunal de apelación de Hålogaland se ocupó de la mayoría de los casos. Veintiún guardias fueron condenados por un total de 25 muertes, seis fueron acusados de haber participado en ejecuciones, 29 fueron condenados por malos tratos y algunos fueron condenados por su participación general en funciones de guardia. La presentación de pruebas fue difícil. La mayoría de los testigos estaban muertos o no pudieron ser encontrados, y los propios acusados eran testigos. El tiempo transcurrido fue una dificultad adicional y se retiraron muchos cargos. Cuatro fueron condenados a cadena perpetua con trabajos forzados, dos a 20 años de prisión y los demás a penas de entre 6½ y 17 años de prisión.: 48 

#### Perspectivas sobre la sentencia
Había diferentes perspectivas sobre cómo debía verse las sentencias. Parelius dice que las sentencias tuvieron en cuenta tanto la personalidad del acusado como sus propias acciones. Se pueden aplicar dos perspectivas fundamentales a la hora de dictar sentencia; una perspectiva surgió en una declaración de apelación en un caso de asesinato del campo de Botn, donde el defensor sostuvo: «El campo de prisioneros era un campo de exterminio donde los asesinatos y las muertes, por así decirlo, eran parte de la rutina diaria. En consecuencia, la importancia de la vida de un preso no era particularmente grande, y las nociones de dignidad y respeto por la vida humana que normalmente se habrían manifestado y proporcionado una razón para el estricto mandato legal en contra de quitar la vida perdieron su peso relativo. Por lo tanto, el asesinato no fue realizado por una mente tan criminal como sería el caso generalmente con el asesinato cometido en circunstancias normales. La fiscalía debe tener en cuenta esto como un factor atenuante en la sentencia».
En la Corte Suprema se le dio una importancia decisiva a la segunda perspectiva sobre la sentencia. El juez Reidar Skau declaró en uno de los casos contra los guardias: «El crimen de este acusado no es solo un asesinato cometido en circunstancias especialmente graves, sino que también es un crimen de guerra, un crimen contra las ‹leyes de la humanidad›. El derecho internacional establece reglas estrictas para el tratamiento de los prisioneros durante la guerra y reconoce la aplicación del castigo más estricto para los delitos cometidos contra ellos. Los prisioneros durante una guerra, ya sean militares o civiles, se encuentran en una posición particularmente vulnerable y no tienen otro tutor que el que puede proporcionar una sólida protección legal. Una protección legal fuerte en circunstancias como estas requiere no solo reglas legales estrictas, sino también una aplicación estricta de ellas».

#### Las investigaciones de Nils Christie
Nils Christie era estudiante en 1950 y se le asignó el averiguar qué había sucedido con los prisioneros yugoslavos en Noruega. En la oficina del profesor Johannes Andenæs, el director general del Ministerio Público, Andreas Aulie, le dijo a Christie que «hay algo horrible sobre lo que queremos saber más». El trabajo de Christie también constituyó su tesis de sociología en 1952, Fangevoktere i konsentrasjonsleire [Guardias de campos de concentración]. El trabajo atrajo poca atención en ese momento y pasaron muchos años antes de que el público se interesara por el tema. El informe fue publicado en forma de libro en 1972 por Pax Forlag y fue reeditado en 2010, en relación con la obtención del premio Canon de Sociología Noruego. El informe proporcionaba una descripción detallada de las condiciones en los campos, pero es principalmente una encuesta sociológica de los noruegos que trabajaron allí. Durante la purga en Noruega después de la Segunda Guerra Mundial, no se dedicó mucha atención pública a las condiciones en los campos de prisioneros de guerra.
Las fuentes de los hechos eran prisioneros, guardias, personas que viven cerca de los campos y otros testigos presenciales. Christie tuvo en cuenta documentos de las décadas de 1930 y 1940, además de algunos litigios extensos después de la guerra. Algunas de las circunstancias siguen sin estar claras; en los juicios solo fue posible involucrar a algunos de los supervivientes. Las diferencias de idioma fueron una dificultad adicional. Obtener declaraciones de testigos de la población civil noruega tampoco fue tan simple porque los campamentos a menudo estaban lejos de los asentamientos.: 43–44 

## Consecuencias

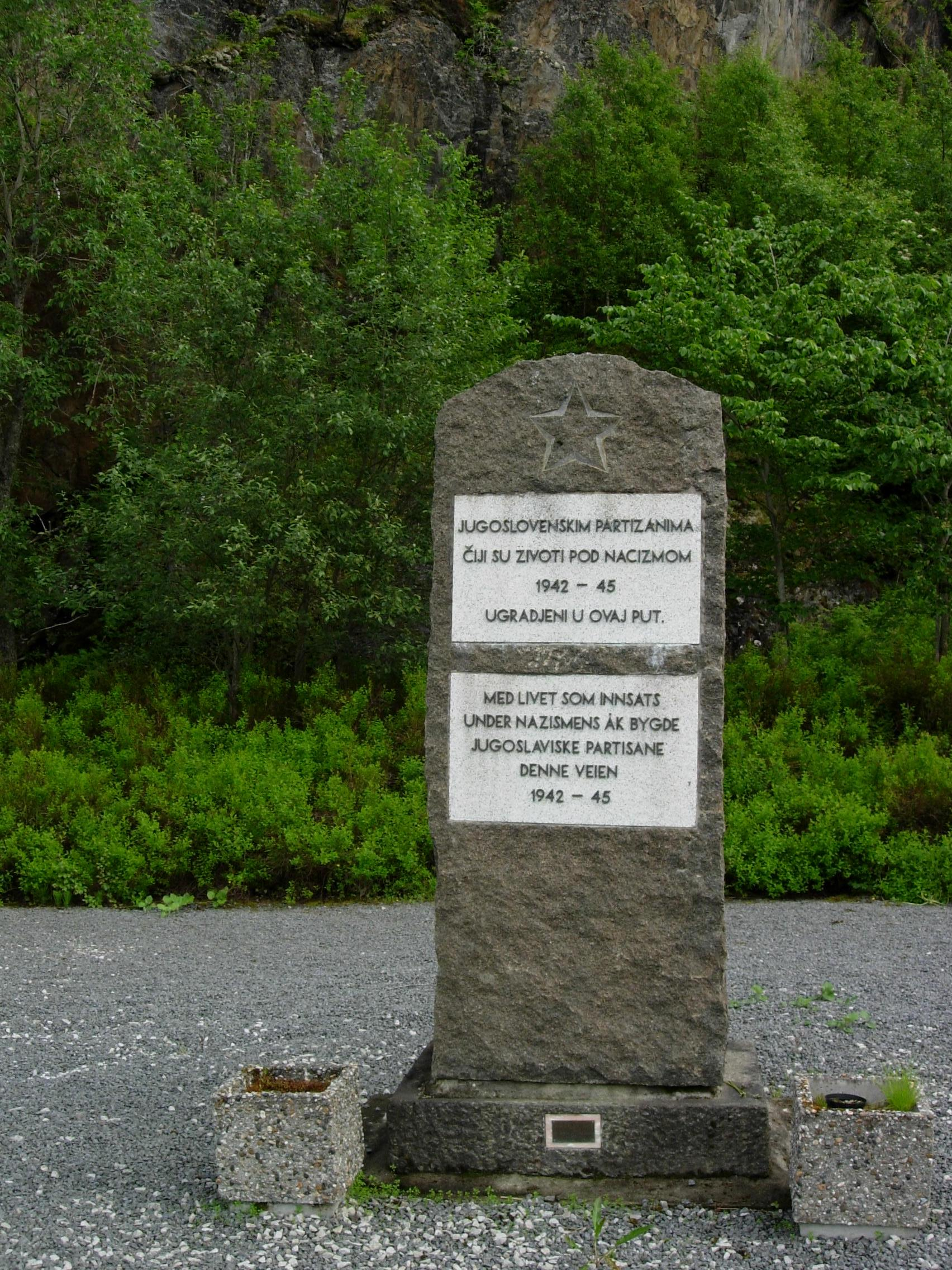
Monumento a los prisioneros de guerra que construyeron la «carretera de sangre» cerca de la actual ruta europea E06.

Después de la guerra, hubo poca atención a los eventos ocurridos durante la construcción de la carretera de sangre. En una entrevista en el periódico Aftenposten el 16 de noviembre de 2012, Christie dijo: «En los años posteriores a la guerra y la ocupación, era doloroso y difícil aceptar el hecho de que los noruegos pudieran y puedan realizar actos horribles como este».
Después de la liberación, se encontraron 356 cuerpos de prisioneros yugoslavos del campo de Botn.: 46  Se creó un cementerio de guerra en Botn, con 1657 muertos, de los cuales 1027 son prisioneros de guerra desconocidos.: 21  En septiembre de 1954, se inauguró un monumento; una delegación de Yugoslavia estuvo presente en la ceremonia, incluidos tres expresos. También estuvieron presentes las autoridades noruegas, incluido el mayor general Arne Dagfin Dahl.: 46  Cerca del cementerio yugoslavo también hay un gran cementerio para soldados alemanes. 
Después de la Segunda Guerra Mundial, algunos prisioneros escribieron libros sobre sus experiencias en el campo de Botn. En 1959, Ostoja Kovačević escribió En times frihet [Una hora de libertad] con un prólogo de Sigurd Evensmo. Más tarde, en 1984, Cveja Jovanović escribió el libro Bekstva u slobodu: iz nacističkih logora smrti u Norveškoj [Escape a la libertad. De los campos de muerte nazis en Noruega]. En él describe varios campamentos en Noruega durante la Segunda Guerra Mundial, así como los intentos de fuga que se realizaron. 
La película Blodveien está basada en hechos ocurridos en el campamento de Korgen, pero su nombre se toma del tramo de carretera en Rognan.: 37 
Hoy en día hay varios monumentos en Saltdal relacionados con la carretera de sangre y otros eventos durante la Segunda Guerra Mundial. También hay un Museo Carretera de Sangre en Saltdal que documenta los eventos.